# Stazione di Civita Castellana
La stazione di Civita Castellana è una stazione della ferrovia Roma-Civita Castellana-Viterbo.
Si trova a Civita Castellana, in provincia di Viterbo.
Dal 1º luglio 2022 è gestita da ASTRAL.

## Storia
Il primo edificio della stazione esisteva già agli inizi del XX secolo e all'epoca costituiva il punto di arrivo della tranvia Roma-Civita Castellana, che venne prolungata fino a Viterbo nel 1913. Quando la tranvia fu convertita in linea ferroviaria, venne costruita l'odierna stazione, inaugurata nel 1932.

## Strutture e impianti
La stazione è tra le principali della linea e, a differenza di altre, sorge in una zona densamente abitata. Dispone di due binari principali (1 di corsa e 1 di raddoppio) e di 2 binari di sosta tronchi che consentono ai convogli passeggeri di effettuare capolinea o essere ricoverati. Un terzo binario tronco, che si dirama a sud della stazione, è utilizzato da rotabili di manutenzione. Le banchine sono scoperte, fatta eccezione per la pensilina sporgente dell'edificio principale. La stazione è composta da due distinti fabbricati viaggiatori, un fabbricato ad uso officina e uno più recente sede di un bar.

## Movimento
La stazione è servita dai treni regionali svolti da Cotral nell'ambito del contratto di servizio con la regione Lazio.